# Инвалиди Вождовац
Инвалиди Вождовац је заједнички назив за уједињене навијаче ФК Вождовац. Група је основана у августу 1990. године.

## Историјат
Историја навијача Вождовца вежана је за 1912. годину, када је клуб основана. То је била публика која је аплаузима поздравила своје миљенике. Ипак, за историју навијача Вождовца уписана је 1987. година, где се у насељу Браће Јерковић организује прва ултра виша група под називом „Вилењаци”. Било их је око тридесет и они су углавном играли фудбал у омладинском погону Вождовца. После Вилењака појавили су се и Змајеви (традиционални надимак ФК Вождовца) и навијали су заједно.
Навијачи Вождовца су од самог почетка имали су свој стил и трудили се да буду оригинални. Пиротехничка средства користили су на утакмицама против против Звездаре, Синђелић, Хајдука и Жаркова.
Сезона 1988/89 доноси на сцену још једну групу навијача Вождовца. То су били Genoes united који су своју трибину имали на источном делу стадиона, исто када су се ујединили Змајеви и Вилењаци. Змајеви су ушли у састав Вилењака и повукли своје заставе. Ове две групе се нису познавала, али их је привукла љубав према Вождовцу. Након тога, Genoes united  прелази после одређеног времена на западну трибину и уједињује се са Вилењацима.
Током сезоне 1989/90. основала се још једна навијачка група под назовом Хасини Трафикари. То је била екипа која је на стадиону дошла због фудбалеар Вождовца – Хасе, а били су стационирани на јужној трибини стадиона, да би након одређеног времена прешли на запад и уједнили се са осталима. Године 1990. на сцену долази група Инвалиди Вождовац, која је по узору на филм Ратници подземља тада деловала више као улична банда. Основана је у августу 1990. године, а наредне године у августу дошла је са 14 метара дугим транспарентом са именом групе и заставом Србије са грбом у средини. Недуго затим, они су постали главна група ФК Вождовац.
Током 2004. године група је имала већу бројност, па је тако преко 500 навијача било на утакмици те године на мечу против ФК Црвена звезда.